# Балій і Ксанф
Балій і Ксанф (дав.-гр. Βάλιος — «рябий» та Ξάνθος — «рудий») — у грецькій міфології — Ахіллесові безсмертні коні. Нащадки західного вітру Зефіра та гарпії Подарги.

## Історія
Посейдон подарував коней Пелею, коли той одружився з німфою Фетідою. Згодом Пелей передав Балія та Ксанфа своєму сину Ахіллесу, який запріг тварин у свою колісницю під час Троянської війни.
У шістнадцятій пісні «Іліади» сказано, що Ахілесс мав ще й третього коня Педаса, якого «в припряг до них [Балія та Ксанфа] бездоганного він заохотив». Ахіллес захопив Педаса, коли здобув місто Етіон. Хоча Педас і був смертним, він нічим не поступався божественним коням. Сарпедон, принц Лікії та троянський союзник, вбив Педаса списом, яким цілився у Патрокла, але схибив (Ахіллес позичив Патроклу коней разом із своїми обладунками). Патроклу доводилося доглядати за Балієм та Ксанфом, тому коли він зрештою загинув у битві, коні завмерли на полі бою та почали плакати. Автомедон, який правив кіньми в колісниці Ахіллеса, заявляв, що лише Патрокл міг повністю управляти ними. Коли Ахіллес почав дорікати Ксанфу за те, що той допустив смерть Патрокла, Гера наділила коня даром мови та Ксанф відповів: «Нині врятуємо ще ми тебе, о могутній Ахілле, День же твоєї загибелі близько уже. Та не ми в цім Винні, а бог лиш над нами-великий і доля всесильна. Не через нашу повільність і не через лінощі наші Зброю з Патроклових пліч забрали до себе трояни. Син Лето пишнокосої, поміж богами найкращий, В лавах передніх убив його, Гектару славу оддавши. Хоч би летіли і нарівні ми із диханням Зефіра, Поміж всіма, уважають, найшвидшого вітру, — та сам ти Маєш небавом загинути смертю від бога і мужа!» Тоді еринії позбавили його голосу. А після загибелі Ахілесса, коней забрав Посейдон.